# كويكب نوع-G

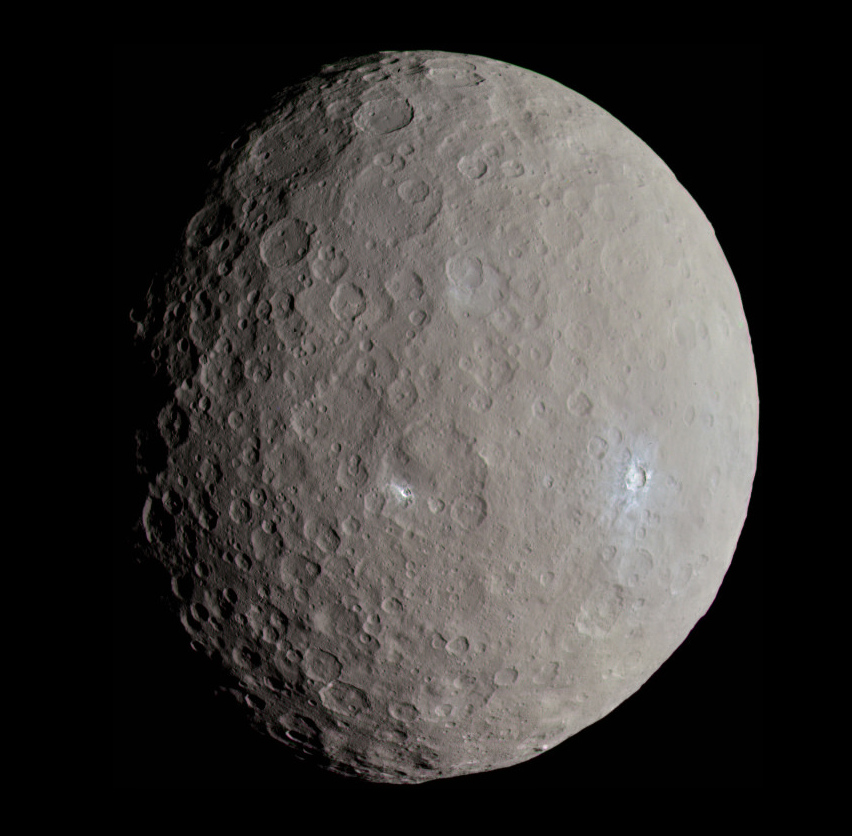
سيريس, أكبر الكويكبات هو من النوع جي

الكويكب من النوع جي أو (G-type) , هو نوع غير شائع نسبياً من الكويكبات الكربونية , تشكل قرابة 5% من الكويكبات , والمثال الأكثر شهرة لهذا النوع هو الكويكب سيريس.

## هيئة الكويكب
هو كويكب داكن يصنف فرعياً تحت النوع سي لكنه يتميز عنه بخاصية الامتصاص القوي للأشعة فوق البنفسجية عند طول الموجة الأقصر من 0.4 وهذا عائد إلى هايدروية الصخور في سطحه.
بشكل عام يبدو قريباً من الكويكبات في النوع سي , لكنه ذو امتصاص قوي للأشعة فوق البنفسجية تحت 0.5 مايكروميتر , كذلك امتصاص عند 0.7 قد يكون متوفراً , وهذا بالتالي يدل على وجود فيلوسيليكات مثل الصلصال والميكا.
في تصنيف سماس النوع جي ينسجم مع النوع سي جي أتش (Cgh) والنوع سي جي (Cg) بناء على وجود أو عدم وجود الامتصاص عند 0.7 مايكروميتر
النوع جي والنوع سي وبضعة أنواع نادرة أخرى قد يتم في بعض الأحيان جمعها في المجموعة سي الخاصة بالكويكبات الكربونية.